# Miguel Gamborino
Miguel Gamborino (1760-1828) est un graveur et illustrateur espagnol.

## Biographie

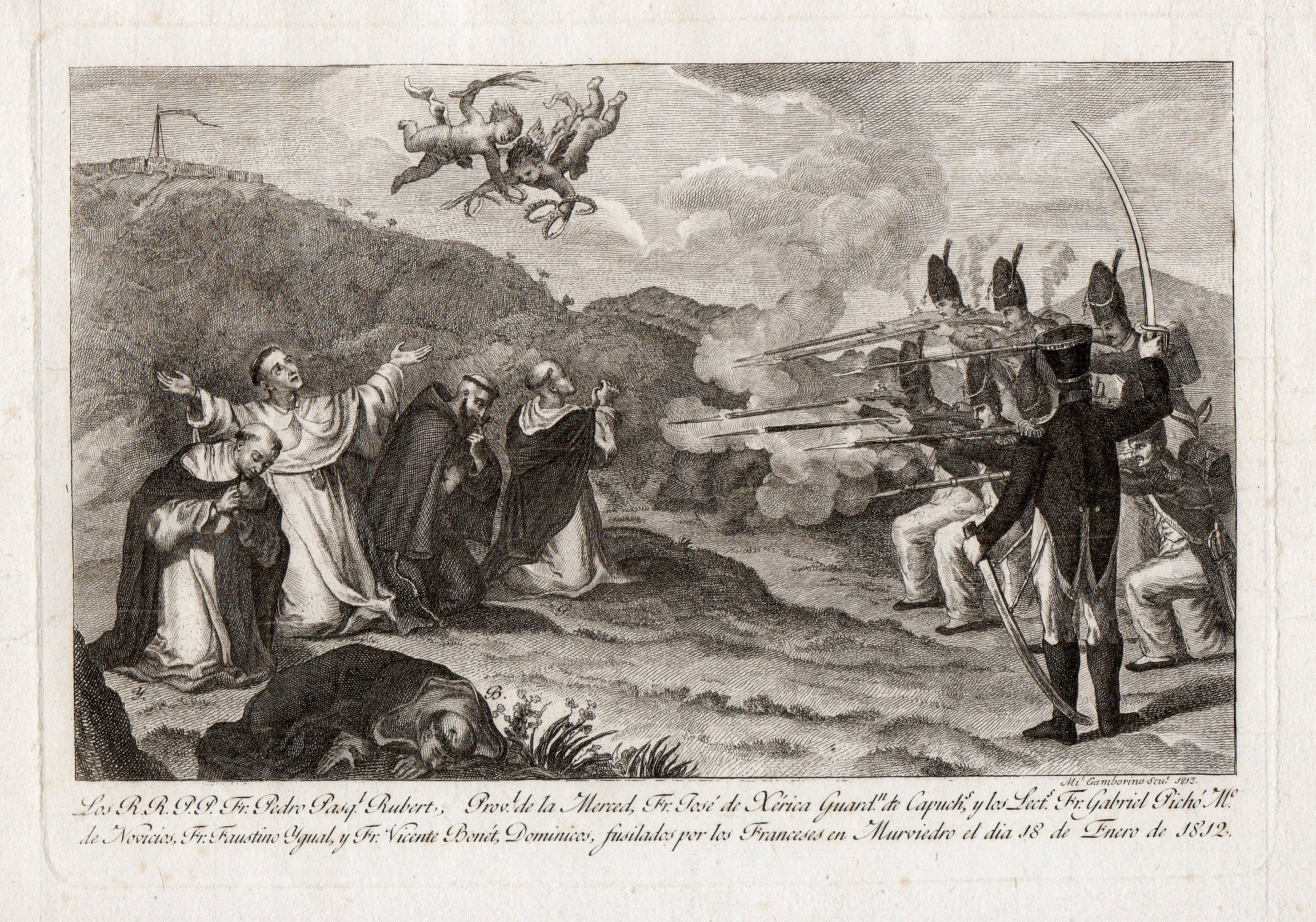
Sa plus célèbre œuvre : L'Assassinat de cinq moines à Murviedro (1813), Francisco de Goya s'en étant inspiré pour composer Tres de mayo.

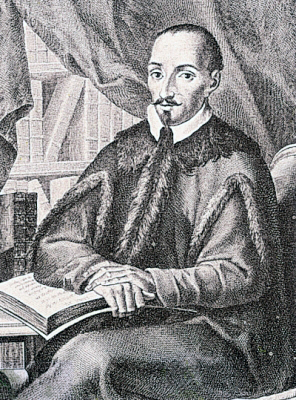
Portrait de Jerónimo Zurita pour Retratos de los Españoles ilustres (Imprenta Real, 1791).

Il se forme d'abord à l'Académie royale des beaux-arts de San Carlos à Valence puis déménage en 1781 à Barcelone, où il se perfectionne aux techniques de gravure à l'Escuela Gratuita de Dibujo (« école gratuite de dessin ») et participe aux premières expériences aérostatiques sur lesquelles il publie un opuscule édité par Francisco Suria en 1784 intitulé Experiencias aerostáticas en Barcelona. ¿Qué falta para volar? Que cueste poco, faisant figuré en frontispice une gravure de lui-même devant une montgolfière s'élevant dans le ciel,.
En 1785, un document atteste qu'il est inscrit à l'Académie royale des beaux-arts de San Fernando à Madrid. À partir de 1787, on trouve sa signature sur de nombreuses illustrations de livres à caractère scientifique ou littéraire, comme les nombreuses estampes botaniques qu'il a gravées pour Icones et descriptiones plantarum d'Antonio José Cavanilles ; les gravures des Viages de Enrique Wanton al país de las monas, roman philosophique de l'abbé Zaccaria Seriman ; ou encore les illustrations pour la Bible éditée par Antonio Baylo (Madrid, 1790). Il participe également à plusieurs des publications à caractère officiel des plus ambitieuses telles que la série des Retratos de los Españoles ilustres (« portraits des Espagnols illustres », Imprenta Real, 1791), pour laquelle il a réalisé les portraits de Jerónimo Zurita et Louis de Grenade, ou les Observaciones sobre la historia natural, geografía, agricultura, poblaciones y frutos del Reyno de Valencia (« Observations sur l'histoire naturelle, la géographie, l'agriculture, les villages et les fruits du Royaume de Valence ») de Cavanilles (Imprenta Real, 1795-1797), pour lesquelles il a gravé des vues des villages d'Ares del Maestrat et Banyeres de Mariola. Il grave par ailleurs des estampes hors-série de dévotion, dont l'une est consacrée au Chemin de croix, Via Crucis, à partir des dessins de Vicente López y Portaña (Chalcographie nationale d'Espagne, 1798-1800) ; et d'autres de divulgation d'œuvres d'art, comme la reproduction de l’Ecce Homo de Juan de Juanes (1809, Palais royal de Madrid).
Quand éclate la guerre d'indépendance espagnole, il réalise un portrait de Napoléon Bonaparte destiné au Catecismo para el uso de todas las iglesias del Imperio francés (« Catéchisme à l'usage des églises de l'Empire français », Madrid, Collado, 1808), mais il se fait surtout connaître pour ses gravures anti-Français publiées dans les Memorias históricas de la vida y muerte de Pedro Pascual Rubert, Josef de Xérica, Faustino Igual, Gabriel Pichó y Vicente Bonet, fusilados por los franceses en Murviedro el 18 de enero de 1812 (« Mémoires historiques de la vie et de la mort de Pedro Pascual Rubert, Josef de Xérica, Faustino Igual, Gabriel Pichó et Vicente Bonet, fusillés par les Français à Murviedro le 18 janvier 1812 », Valence, José Tomás Nebot, 1813), parmi lesquelles est particulièrement notable la première des eaux-fortes de la série intitulée Los cinco religiosos fusilados en Murviedro : c'est en effet l'une des influences principales du Tres de mayo de Francisco de Goya de par sa composition,,.
La guerre terminée, il fait un portrait du roi Ferdinand VII et consacre une autre série de gravure à partir de dessins de Buenaventura Planella sur la conspiration de Barcelone de 1809 et sa répression par les troupes françaises (1815). Avec la restauration de l'absolutisme, Gamborino illustre les Cantos pastorales de A. Pope (Madrid, Imprenta de M. de Burgos, 1817) et le Breviarium Romanum (Madrid, Real Compañía de Libreros, 1827), parmi d'autres œuvres pieuses et estampes de dévotion, en plus de portraits de Ferdinand VII (1823 et 1828) et de ses épouses Marie-Isabelle de Portugal et Marie-Josèphe de Saxe. Il achève aussi son œuvre la plus diffusée : les dix-huit gravures du cuivre des Los gritos de Madrid (1809-1816), une collection de soixante-douze discours de vendeurs de rue qui parcourent Madrid offrant leur marchandise.
Dans ses dernières années, il s'essaie à la lithographie et réalise San José conduce de la mano a la LUZ del mundo, signée «Bartolomé Murillo lo pintó / Mig.l Gamborino lo litog.º en 1827».